# Apicia subflavaria
Apicia subflavaria är en fjärilsart som beskrevs av Richard F. Pearsall 1906. Apicia subflavaria ingår i släktet Apicia och familjen mätare. Inga underarter finns listade i Catalogue of Life.